# Sławomir Klimkiewicz
Sławomir Klimkiewicz – polski dyplomata, ambasador RP na Kubie (1991–1997).

## Życiorys
Absolwent prawa na Uniwersytecie Warszawskim. W 1974 w Instytucie Nauk Politycznych UW obronił pracę doktorską dotyczącą genezy i możliwości rozwiązania konfliktu w Irlandii Północnej. Specjalista w zakresie państw bałkańskich, latynoamerykańskich, konfliktów międzynarodowych, migracji.
Zawodowo związany z Ministerstwem Spraw Zagranicznych. Pełnił funkcje m.in. ambasadora RP na Kubie (1991–1997), chargé d’affaires w Wenezueli (1997), dyrektora Departamentu Promocji i Informacji MSZ (1998). Kierował także placówkami we Francji i Algierii. Od 1999 do 2005 był członkiem misji OBWE w Bośni i Hercegowinie. Po zakończeniu kariery dyplomatycznej został wykładowcą prawa międzynarodowego oraz współczesnych stosunków międzynarodowych. Wykładał m.in. w Collegium Civitas w Warszawie, Glasgow, Belfast, Trinity College w Dublinie, Caracas. Członek Rady ds. Uchodźców.

## Publikacje
- Republika Irlandii = Éire Republic of Ireland, Warszawa: Krajowa Agencja Wydawnicza, 1979.